# لومبری
لومبری (به انگلیسی: Lumbri) یک روستا در پاکستان است که در پنجاب واقع شده‌است. لومبری ۱۶۹ متر بالاتر از سطح دریا واقع شده‌است.